# Ludogorie Peak
Der Ludogorie Peak (englisch; bulgarisch връх Лудогорие wrach Ludogorie) ist ein etwa 350 m hoher Berg auf der Livingston-Insel im Archipel der Südlichen Shetlandinseln. Im Friesland Ridge der Tangra Mountains ragt er 1 km nordnordwestlich des Needle Peak, 1 km südsüdöstlich des Preslav Crag, 3,25 km südwestlich des Hauptgipfels des Peshev Ridge und 1,2 km nordöstlich des Radomir Knoll auf. Der Prespa-Gletscher liegt westlich und südlich, der Macy-Gletscher nordöstlich und die Brunow Bay östlich von ihm.
Die bulgarische Kommission für Antarktische Geographische Namen benannte den Berg 2004 nach Ludogorie, eine historische Landschaft im Nordosten Bulgariens.